# Женское дело
«Женское дело» (фр. Une affaire de femmes) — французский кинофильм режиссёра Клода Шаброля, вышедший на экраны в 1988 году.
В основу фильма положена реальная история Мари-Луиз Жиро, которая была гильотинирована 30 июля 1943 года за выполнение 27 нелегальных абортов в районе Шербура.
В 1990 году фильм был номинирован на премию «Золотой глобус» как лучший иностранный фильм, в 1988 году Изабель Юппер за игру в этом фильме была удостоена Кубка Вольпи как лучшая актриса Венецианского кинофестиваля.

## Сюжет
Действие фильма начинается в 1941 году в оккупированном немецкими войсками французском городке. Малообразованная Мари Ля Тур (Изабель Юппер) живёт в бедной квартирке с двумя детьми, едва сводя концы с концами. Однажды забеременевшая подруга Жинетт просит Мари помочь ей сделать аборт, который Мари успешно делает с помощью мыльной воды и душа. Мари понимает, что на этом можно зарабатывать, и начинает нелегально прерывать нежелательные беременности за солидное вознаграждение. Среди её клиенток встречаются как проститутки, так и простые француженки, забеременевшие от немецких солдат. Тем временем с войны возвращается её контуженный муж Поль (Франсуа Клюзе), который слишком слаб, чтобы работать. По мере роста доходов Мари семья переезжает в новую богатую квартиру, она начинает покупать все более качественную еду и хорошую одежду. Мари знакомится с проституткой Люси (Мари Трентиньян), которая становится её подругой и деловым партнёром. Мари начинает сдавать комнаты Люси и с её помощью другим проституткам для встреч с клиентами. В течение двух лет бизнес Мари процветает. Развращённая богатым образом жизни, Мари проявляет полное безразличие к своему больному мужу, заводит любовника, коллаборациониста Люсьена (Нильс Тавернье) и планирует стать певицей. Однако все меняется для Мари к худшему, когда одна из её клиенток умирает, а её униженный и оскорблённый муж пишет донос властям. Мари арестовывают и помещают в тюрьму. Её перевозят в Париж, где она предстаёт перед трибуналом. Её признают виновной и приговаривают к смертной казни. Она была гильотинирована 30 июля 1943 года.

## В главных ролях
- Изабель Юппер — Мари
- Франсуа Клюзе — Поль
- Нилс Тавернье — Люсьен
- Мари Трентиньян — Лулу/Люси
- Лолита Шамма — Мушка № 2
- Орор Жовен — Мушка № 1

## Признание и награды
| Год  | Фестиваль/Награждающий орган                        | Награда                                                         | Кто награждён               |
| ---- | --------------------------------------------------- | --------------------------------------------------------------- | --------------------------- |
| 1988 | Венецианский кинофестиваль                          | Участие в конкурсной программе                                  |                             |
| 1988 | Венецианский кинофестиваль                          | Кубок Вольпи/ Лучшая женская роль                               | Изабель Юппер               |
| 1988 | Венецианский кинофестиваль                          | Специальный приз критики Белая трость                           | Клод Шаброль                |
| 1988 | Венецианский кинофестиваль                          | Золотой Киак/ Специальный приз киножурнала Киак за лучший фильм | Клод Шаброль                |
| 1988 | Международный кинофестиваль в Вильядолиде (Испания) | Лучшая актриса                                                  | Изабель Юппер               |
| 1989 | Кинофестиваль в Боготе                              | Золотой доколумбов круг/Лучший сценарий                         | Клод Шаброль, Коло Тавернье |
| 1989 | Кинофестиваль в Боготе                              | Золотой доколумбов круг/Лучшая актриса                          | Изабель Юппер               |
| 1989 | Премия Сан Хорди (Барселона)                        | Лучшая иностранная актриса                                      | Изабель Юппер               |
| 1989 | Национальный совет кинокритиков США (NBR)           | Премия NBR/ Лучший фильм на иностранном языке                   |                             |
| 1989 | Общество кинокритиков Нью-Йорка (NYFCC)             | Премия NYFCC/ Лучший фильм на иностранном языке                 |                             |
| 1989 | Премия Сезар                                        | Номинация на премию лучшей актрисе                              | Изабель Юппер               |
| 1989 | Премия Сезар                                        | Номинация на премию лучшему режиссёру                           | Клод Шаброль                |
| 1989 | Премия Сезар                                        | Номинация на премию лучшей актрисе второго плана                | Мари Трентиньян             |
| 1989 | Премия Давид ди Донателло                           | Лучшая зарубежная актриса                                       | Изабель Юппер               |
| 1990 | Премия Золотой глобус                               | Номинация на премию лучший иностранный фильм                    |                             |
| 1990 | Общество кинокритиков Бостона (BSFC)                | Награда BSFC/Лучший иностранный фильм                           |                             |
| 1990 | Общество кинокритиков Канзас-сити (KCFCC)           | Премия KCFCC/ Лучший иностранный фильм                          |                             |
| 1990 | Ассоциация кинокритиков Лос-Анджелеса               | Премия LAFCA/ Лучший иностранный фильм                          |                             |